# Sión (mormonismo)
Dentro del mormonismo, el término "Sión" se utiliza a menudo para referirse a una asociación de personas justas. Esta asociación practicaba una forma de economía comunitaria, llamada Orden Unida, cuyo objetivo era garantizar que todos los miembros mantuvieran una calidad de vida aceptable, se minimizaban las distinciones de clase y se lograba la unidad del grupo.
Aunque a menudo, se ha vinculado a Sión con la teocracia, el concepto de Sión no requería teóricamente tal sistema gubernamental. De esta manera, Sión debe distinguirse del sistema político ideal llamado "teodemocracia", que los mormones creían que se adoptaría tras la Segunda Venida de Cristo. Sin embargo, "Sión" mantiene varios significados posibles dentro del léxico de los mormones.
Los mormones también creen en la construcción de una Nueva Jerusalén en el continente americano, también conocida como Sión. Ellos creen que la Nueva Jerusalén será construida en el Condado de Jackson (Misuri), por un remanente de la "Casa de José", con la ayuda de gentiles arrepentidos.

## Uso del término "Sión" por parte de los Mormones
Según el contexto, el término "Sión" puede tener múltiples significados entre los mormones. Algunos ejemplos son:
1. Sión conserva su significado bíblico y se refiere a Jerusalén; (Véase Sion)
2. Sión es el nombre de una ciudad física fundada por el profeta Enoc, también conocida como la Ciudad de Enoc;
3. Sión se refiere a la Nueva Jerusalén, una ciudad física milenarista que se espera que se construya en Independence, Condado de Jackson (Misuri);
4. Sión se refiere metafóricamente a cualquier grupo de personas que están unidas y son “puras de corazón”. La ciudad de Enoc es un ejemplo de “un pueblo de Sión”, y el pueblo descrito en el Cuarto Nefi (uno de los quince libros que componen el Libro de Mormón) es otro. Para que Sión se realice plenamente, la sociedad debe estar dispuesta a vivir la Ley de la Consagración basada en sentimientos mutuos de caridad, que es el amor puro de Cristo;
5. Sión es el lugar físico central en el que se han reunido los Santos de los Últimos Días. El término se ha aplicado a: Kirtland (Ohio); el Condado de Jackson (Misuri); Nauvoo (Illinois); y el Valle del Lago Salado;
6. Sión es también, según Joseph Smith, la totalidad de las Américas. Smith afirmó que "la totalidad de América es Sión misma, de norte a sur";
7. Sión es una metáfora de una sociedad unificada de mormones, reunidos metafóricamente como miembros de la Iglesia de Cristo. En este sentido, cualquier estaca de la Iglesia puede ser considerada como una "estaca de Sión".[1]: 53

## Discusión
En una interpretación, Sión se refiere a un lugar específico en el que los miembros de la iglesia milenaria deben reunirse para vivir. Según lo que los mormones creen, que es la revelación de Joseph Smith (D. y C. 57:1–5, ed. de la Iglesia SUD), este lugar será construido en Independence (Misuri), en el Condado de Jackson (Misuri). En 1833, los mormones fueron expulsados del Condado de Jackson.
Hasta huy en día, la región de la Área Metropolitana de Kansas City sigue siendo importante en la doctrina de la Iglesia de Jesucristo de los Santos de los Últimos Días (Iglesia SUD), en la Comunidad de Cristo, así como en muchas ramas más pequeñas y ramificaciones del movimiento de los Santos de los Últimos Días, quienes lo consideran como un lugar que tiene un papel crucial que desempeñar en su teología cristiana milenarista.
En su sentido más amplio, los mormones consideran a Sión como una asociación de los "puros de corazón". Un elemento central de los fundamentos filosóficos de Sión era un sentido de cohesión y unidad comunitaria, un concepto que parecía estar desmoronándose en el mundo de la democracia jacksoniana. Smith enseñaba que el pueblo de Sión tendría todas las cosas en común (véase: Orden Unida) y no permitiría que otros miembros de su comunidad sufrieran debido a los principios de amor, altruismo y trabajo por el bien común que se imbuirían en los individuos capaces de mantener una sociedad así. Por lo tanto, Sión contrasta con la proverbial Babilonia, donde prevalecen la maldad, la desunión y la pobreza.
En el Libro de Mormón, la palabra “Sión” aparece 53 veces, lo que demuestra la importancia de la expresión en la doctrina mormona. Además, en la versión de "Doctrina y Convenios" de la Iglesia SUD, la palabra se utiliza 268 veces. Después de las desilusiones y los conflictos que tuvieron lugar en Misuri, durante los intentos iniciales de establecer una “Ciudad de los Santos” en la región, el concepto de "Sión" evolucionó para abarcar una idea menos específica geográficamente, es decir, ha evolucionado hacia algo similar al concepto de cristiano ortodoxo de la “ekklesia” o comunidad de creyentes independientemente de la ubicación. Este concepto se insinúa en pasajes de las Escrituras como el siguiente: “Por tanto, de cierto, así dice el Señor: Regocíjese Sión, porque ésta es Sión: LOS LIMPIOS DE CORAZÓN; por tanto, regocíjese Sión, mientras todos los malvados lamentarán”.
Esotéricamente considerado, "Sión" como se usa en este contexto es un término dualista que connota un grupo santificado de personas que viven de acuerdo con los mandamientos y ordenanzas que les fueron revelados. Los mormones usan el nombre para significar un grupo de seguidores de Dios, o cualquier lugar relacionado con el lugar donde viven. Además de significar un grupo y un lugar, también se aplica a más de una situación y puede cumplirse en más de una ocasión. Por lo tanto, "Sión" tiene varias aplicaciones relacionadas, pero no necesariamente sinónimas. Estas aplicaciones hacen referencia a lo siguiente:
1. La Jerusalén de Judá;
2. La Nueva Jerusalén en América; y
3. El pueblo del Señor y sus lugares de reunión alrededor del mundo.

En términos exotéricos (mundanos), un lugar de reunión en el contexto organizativo moderno de los mormones se refiere unidades congregacionales locales, grupos de varias unidades congregacionales locales (estacas) y hogares o comunidades donde los creyentes se esfuerzan por vivir lo que se conoce como "la plenitud del evangelio" en rectitud. Es un movimiento mundial en el que los fieles trabajan para convertirse en un pueblo puro, dispuesto a servir a Dios. A la comunidad de esos fieles miembros de la Iglesia se les llama metonímicamente "los puros de corazón" en sus escrituras.
El antiguo pueblo de Enoc lo resume diciendo: "El Señor llamó a su pueblo Sión, porque eran de un solo corazón y una sola mente, y vivían en rectitud; y no había pobres entre ellos".
Entre los fundamentalistas mormones, se sostiene con más fuerza una interpretación más literal de Sión como una ubicación geográfica específica y se hace mayor hincapié en los requisitos de estilo de vida individual y comunitario que se consideran prerrequisitos necesarios para establecer dicha comunidad. Estos requisitos se denominan a menudo "la plenitud del evangelio" y "ordenanzas", mandamientos específicos que desde hace mucho tiempo han diferenciado a este movimiento del cristianismo convencional. Los dos requisitos que se mencionan con más frecuencia son la Orden Unida (una forma de comunalismo agrario) y el matrimonio plural, ambos de los cuales se desestiman en la Iglesia mormona convencional y, en el caso del matrimonio plural, se prohíben y denuncian expresamente.
Ogden Kraut, un defensor moderno del movimiento fundamentalista mormón, resumió la posición fundamentalista/disidente sobre "Sión" de la siguiente manera:
Los santos no vivieron las leyes superiores en la congregación central de Sión en Misuri, por lo que fueron expulsados. Durante los cuatro años que estuvieron en Nauvoo, ni siquiera se intentó vivir la Orden Unida, por ejemplo, por lo que fueron expulsados nuevamente. Llegaron a ser como los hijos de Israel en el desierto, con la única esperanza de guardar las leyes de Sión. Pero aquí en los valles de las Montañas Rocosas nos ha ido peor que en Misuri e Illinois. Durante algunos años después de la llegada de los pioneros, se intentó vivir la Orden Unida y el matrimonio plural, pero tanto los líderes como los miembros no continuaron con esas importantes leyes. De esta manera, la Iglesia se ha desviado de guardar todas las leyes de Sión, y la redención de Sión rara vez se menciona.

## Historia
En abril de 1829, incluso antes de la organización de la Iglesia de Cristo, Joseph Smith escribió acerca de Sión, cuando dictó una revelación que lo instaba a él y a su escriba, Oliver Cowdery a “tratar de sacar a la luz y establecer la causa de Sión”. El intento de alcanzar esa meta se convirtió en una fuerza impulsora en la historia temprana de los mormones y sigue siendo una poderosa influencia en la actualidad.
En marzo de 1830 se publicó el Libro de Mormón. El "Profeta Éter" del Libro de Mormón enseñó que un remanente de la Casa de José edificaría una ciudad santa en las Américas. Después, habría una Nueva Jerusalén que descendería del cielo donde viviría el remanente. Los mormones creen que esto se refiere a la Ciudad de Enoc, que regresará a la tierra desde el cielo en la Segunda Venida.
Más adelante en la línea de tiempo del Libro de Mormón, Jesús visitó a los nefitas en las Américas y enseñó que eran un remanente de la Casa de José. Después de que fueran llevados al conocimiento del Señor, se les daría las Américas como su herencia. Los gentiles arrepentidos los ayudarán a construir la Nueva Jerusalén.
Los primeros mormones interpretaron estas escrituras en el sentido de que habría una conversión repentina y dramática de los indios americanos al mormonismo.: 79  y creían que los indios convertidos serían los «gentiles arrepentidos» de la profecía que ayudarían a los indios americanos a construir la Nueva Jerusalén.: 75  Advirtieron que los indios americanos destruirían a los americanos que no se arrepintieran para dar paso a la Nueva Jerusalén, basándose en una escritura del Libro de Mormón que advierte a los gentiles que se arrepientan, "no sea que salga entre vosotros un resto de la descendencia de Jacob como león, y os despedace, y no haya quien os libre." : 75  : 55   
En enero de 1831, Parley P. Pratt llevó estas enseñanzas a los lenape, una misión que muchos mormones esperaban que fuera muy exitosa y que dominaría el pensamiento de los Santos de los Últimos Días en Kirtland.: 79  Pratt enseñó a los indios de Delaware que eran descendientes del pueblo del Libro de Mormón y que, según el Libro de Mormón, recuperarían sus tierras ancestrales.: 77  Sin embargo, en febrero de 1831, la misión se interrumpió cuando los misioneros no tenían los permisos correctos.: 78 
También en esa época, el Libro de Moisés comenzó a publicarse en los periódicos eclesiásticos Evening and Morning Star y Times and Seasons, que más tarde sería canonizado en la Perla de Gran Precio. Según la narración, Enoc, el hijo de Jared, funda una ciudad para los descendientes justos de Adán,  excepto los descendientes de Caín, que eran negros y no tenían lugar entre ellos. Esta ciudad se volvió tan justa y pura que fue trasladada (llevada) de la presencia de la tierra y traída a la presencia de Dios, dejando atrás en la tierra solo a Matusalén y su familia (incluido Noé) para repoblar la tierra con gente justa. Se describió como poblada por una organización de personas que son dueños comunes de la propiedad y nadie es más rico o más pobre.
Después de la misión fallida de Pratt, el concepto de la Nueva Jerusalén comenzó a ser reinterpretado e integrado con la enseñanza de Sión.: 80  En lugar de ser construida por los nativos americanos, la Nueva Jerusalén debía ser construida por mormones blancos.: 80   En lugar de verse a sí mismos como gentiles arrepentidos, comenzaron a verse a sí mismos como un resto de la Casa de José, por medio de Efraín.: 42  En lugar de construir la Nueva Jerusalén junto con los nativos americanos, comenzaron a verla como dos lugares diferentes, con Sión siendo construida sobre las colinas y los lamanitas en el desierto.: 82 
El 20 de julio de 1831, Smith declaró que había recibido una revelación que señalaba un lugar físico para que los mormones comenzaran a edificar Sión, que, según enseñó, sería la futura Nueva Jerusalén. La revelación designaba a Misuri como la "tierra que he designado y consagrado para el recogimiento de los santos". La revelación decía además: "He aquí, el lugar que ahora se llama Independence es el lugar central; y el sitio para el Templo está hacia el oeste..." Smith más tarde imaginó el Templo como el punto de partida para la creación de una Nueva Jerusalén: "De cierto, esta es la palabra del Señor: que la ciudad de la Nueva Jerusalén se edificará mediante el recogimiento de los santos, comenzando en este lugar, sí, el lugar del Templo, el cual se levantará en esta generación". Aunque los mormones estaban ansiosos por reunirse en Misuri, Smith dijo que recibió otra revelación para permanecer en Kirtland durante cinco años, tiempo durante el cual los malvados serían destruidos. : 32 .
Las enseñanzas acerca de Sión, la Nueva Jerusalén y la consiguiente destrucción de los gentiles impenitentes para construir la Nueva Jerusalén aumentaron el conflicto existente entre los mormones y sus vecinos.: 45   Thomas, Charles. "Proclamation and Warning". Times and Seasons. Nauvoo, Illinois.</ref> Esto dificultó a los mormones construir Sión. Para julio de 1833, Smith dijo que recibió una revelación adicional que decía que Sión era de los puros de corazón. Los mormones ya no consideraban inminente la construcción de Sión. En diciembre de 1833, una nueva revelación, por medio de Smith, declaró la creencia de que los Santos de los Últimos Días no podían establecer Sión como "consecuencia de sus transgresiones". La revelación dice que entre los santos había "disputas, contiendas, envidias, luchas y deseos lujuriosos y codiciosos entre ellos; por lo tanto, por estas cosas contaminaron sus herencias". En cambio, José Smith comenzó a enseñar que "Toda América del Norte y del Sur es Sión, el monte de la casa del Señor está en el centro de América del Norte y del Sur".: 34   En 1838, los mormones fueron expulsados de Misuri como consecuencia de la Guerra Mormona y de la Orden de Exterminio del Gobernador Lilburn Boggs.
El 1 de marzo de 1842, Smith escribió 13 declaraciones de creencias que más tarde se adoptarían como los "Artículos de Fe". Escribió que “Sión se edificará en el continente americano”. Durante el resto del siglo, se animó a los mormones a reunirse en Sión al reunirse en los centros de la población de la Iglesia en diferentes lugares de Estados Unidos, como: Nauvoo (Illinois) y Utah.
Sin embargo, en el siglo XX, Sión comenzó a reinterpretarse como una reunión espiritual donde uno cambiaba su corazón en lugar de su hogar.: 35  En este contexto, el concepto de Sión como una parte específica de la geografía (como el Condado de Jackson en Misuri) comenzó a perder su importancia y Sión también se convirtió en un eufemismo para cualquier lugar donde se reunieran los santos. “En Misuri e Illinois, Sión había sido una ciudad; en Utah, era un paisaje de aldeas; en la diáspora urbana, era el barrio con sus amplios programas”.: 107 
A pesar del cambio de interpretación, muchos mormones se aferraban a la idea de construir una Sión en el Condado de Jackson (Misuri), en particular un Templo para la Nueva Jerusalén. El presidente Lorenzo Snow enseñó que "hay muchos aquí ahora que escuchan mi voz, probablemente una mayoría que tendrá que regresar al Condado de Jackson y ayudar en la construcción del Templo".: 35 
La responsabilidad de construir el templo de la Nueva Jerusalén siguió perteneciendo a Efraín, y no a los lamanitas. Bruce R. McConkie enseñó:
"En la Iglesia se escucha de vez en cuando una especie de disparate que proclama que los lamanitas construirán el templo en la Nueva Jerusalén y que Efraín y otros vendrán en su ayuda. Esta ilusión nace de un amor desmesurado por los hijos del padre Lehi y de un deseo de verlos a todos llegar a ser como Samuel el lamanita una vez lo fue. Los pasajes del Libro de Mormón en los que se cree que se basa no se refieren a los lamanitas, sino a toda la Casa de Israel. El templo en el condado de Jackson será construido por Efraín, es decir, la Iglesia tal como está constituida ahora".: 41 
En la década de 1970, la Iglesia de Jesucristo de los Santos de los Últimos Días modificó el décimo "Artículo de Fe" para que dijera: "Sión (la Nueva Jerusalén) será construida en el continente americano", una aclaración que ahora era necesaria debido a las múltiples interpretaciones del término Sión.: 35 

### Plat de Sión
En 1833, Smith diseñó un plano que describía la futura ciudad de Sión como un trazado en damero organizado de bloques y calles, con bloques de viviendas que se alternaban en dirección mediante columnas de bloques entre calles de norte a sur. Diseñado en torno a los principios de orden y comunidad agraria de los mormones.
El plan exigía 24 templos en el centro de la ciudad, lo que reflejaba el papel central que desempeñaba la iglesia en la comunidad. Los templos se utilizarían para la educación, la administración, los eventos culturales y el culto. El plan exigía una ciudad de entre 15.000 y 20.000 personas que vivieran en una ciudad de 1 milla cuadrada (2,6 km²) con tierras agrícolas reservadas en todos los lados de la ciudad, lo suficiente para abastecer a la ciudad "sin recorrer una distancia demasiado grande".
El plan no permitía que una ciudad se volviera demasiado grande. Una vez que una ciudad alcanzaba el límite de 20.000 habitantes, se preveía que se construirían otras ciudades: "Cuando este cuadrado esté así delimitado y abastecido, se delimita otro de la misma manera, y así se llenará el mundo". Aunque nunca se utilizó, el plano sirvió en última instancia como modelo para los asentamientos mormones posteriores en el Corredor Mormón.

## Aplicación moderna
En la actualidad, los líderes de la Iglesia Mormona aconsejan a sus fieles que fomenten la causa de Sión y se preparen para ser dignos de una sociedad así. Es decir, consideran la "Ciudad de Enoc" como un ideal a seguir.
Antes de 1978, la exclusión de la enseñanza de los negros por parte de Enoc se utilizó para justificar la política de exclusión racial mormona.: 1–12  Una vez que este sistema se aplique a la Sión moderna, se le llamará la "Orden Unida"" o la "Orden de Enoc". La Sión moderna viene después de la Sión de Enoc y la Sión de Jerusalén.
Los mormones creen que, en la Segunda Venida, Sión, la ciudad de Enoc, regresará a la tierra desde el cielo, creencia basada en la parte de la Escritura que declara este regreso y que "sus habitantes se unirán a la Nueva Jerusalén, que entonces será establecida". Se enseña que la Sión de América se reunirá con la Sión de Enoc pero, que primero, debe igualar la estatura de la Sión de Enoc para ser digna de unirse a ella.